# Richard Zare
Richard Neil Zare (né le 19 novembre 1939 à Cleveland, Ohio) est professeur "Marguerite Blake Wilbur" en sciences naturelles et professeur de chimie à l'Université Stanford. Tout au long de sa carrière, Zare a un impact considérable en chimie physique et en Chimie analytique, notamment par le développement de la fluorescence induite par laser (LIF) et l'étude des réactions chimiques au niveau moléculaire et à l'échelle nanométrique. Le LIF est une technique extrêmement sensible avec des applications allant de la chimie analytique et de la biologie moléculaire à l'astrophysique. L'une de ses applications est le séquençage du génome humain. 
Zare est connu pour son enthousiasme pour la science et son exploration de nouveaux domaines de recherche. Il a encadré plus de 150 doctorants et chercheurs postdoctoraux. Zare est un promoteur des femmes dans la science et membre de l'Association pour les femmes dans la science (AWIS) depuis 2008.

## Éducation
Zare obtient son baccalauréat en chimie et physique en 1961 et son doctorat en 1964 en chimie physique et analytique à l'Université Harvard. Lorsqu'il est étudiant de premier cycle, il travaille avec William Klemperer (en). Zare part à l'Université de Californie à Berkeley pour faire un doctorat avec Dudley Robert Herschbach, puis revient 2 ans plus tard lorsque Herschbach accepte un poste à Harvard. Zare termine son doctorat, une analyse théorique de la fluorescence moléculaire et de la photodissociation avec Herschbach à Harvard en 1964.

## Carrière
Zare rejoint le Massachusetts Institute of Technology en tant que professeur adjoint en 1965. De 1966 à 1969, il est nommé conjointement dans les départements de chimie, de physique et d'astrophysique du JILA à l'Université du Colorado à Boulder. En 1969, il devient professeur titulaire au Département de chimie de l'Université Columbia,. Il est nommé professeur Higgins de sciences naturelles à Columbia en 1975.
En 1977, Zare accepte un poste de professeur titulaire de chimie à l'Université Stanford, devenant professeur Marguerite Blake Wilbur en sciences naturelles en 1987. Il est directeur du département de chimie de 2005 à 2011.
Zare siège au National Science Board (NSB) de la Fondation nationale pour la science (NSF) de 1990 à 1996, et est président du conseil de 1994 à 1996. Il est co-éditeur fondateur de l'Annual Review of Analytical Chemistry de 2008 à 2012,. Il est membre des comités consultatifs de rédaction d'autres publications scientifiques, parmi lesquelles Chemistry World, Angewandte Chemie, Central European Journal of Chemistry, Journal of Separation Sciences et Chinese Journal of Chromatography,. Zare siège au jury des sciences physiques du prix Infosys de 2014 à 2016. Il est président du conseil d'administration d'Annual Reviews et siège au conseil d'administration de la Fondation Camille et Henry Dreyfus.

## Recherches
Zare est bien connu pour ses recherches en chimie laser, en particulier le développement de la fluorescence induite par laser, qu'il utilise pour étudier la dynamique des réactions et les méthodes de détection analytique. Ses recherches sur la spectroscopie des composés chimiques suggèrent un nouveau mécanisme de transfert d'énergie dans les collisions inélastiques ,,. Lui et ses étudiants développent des outils et des techniques pour examiner les réactions chimiques aux niveaux moléculaire et nanométrique. Ils explorent une grande variété de problèmes de chimie physique et d'analyse chimique, notamment l'examen de structures hétérogènes dans des échantillons minéraux, le contenu de cellules et de compartiments subcellulaires et l'analyse chimique d'échantillons liquides.
Au début de sa carrière, la question de savoir si la fluorescence induite par laser (LIF) peut être utilisée pour étudier les aflatoxines incite Zare à adapter le LIF pour une utilisation sur des liquides. Le travail avec le postdoc Gerald Diebold aboutit à la première utilisation du LIF pour la détection dans l'analyse chimique,,. Cela créé le potentiel pour une grande variété d'applications de fluides, notamment la détection de molécules uniques dans des liquides à température ambiante et des méthodes de détection pour l'électrophorèse capillaire. Zare et ses collègues combinent l'imagerie CCD avec la détection LIF pour détecter les quantités d'amol et de zeptamole d'acides aminés marqués au FITC. Zare et ses étudiants développent également la spectroscopie de cavité en anneau (CRDS) pour le diagnostic quantitatif et pour la chromatographie liquide à haute performance (HPLC). Zare est également impliqué dans le développement des techniques d'ionisation par électrospray de désorption (DESI), qui sont utilisés pour l'imagerie par spectrométrie de masse des lipides, des métabolites et des protéines dans des échantillons de tissus, dont le cancer de la prostate,,.
Zare travaille également avec la NASA et d'autres sur l'astrobiologie,. Il est l'un des co-auteurs d'un article paru dans Science en 1996, évoquant la possibilité qu'une météorite de Mars, ALH84001, ait contenu des traces de vie martienne. Zare utilise la spectrométrie de masse laser en deux étapes (L2MS), une technique particulièrement sensible aux molécules organiques, pour examiner des échantillons de l'intérieur de la météorite. Il découvre que la météorite martienne vieille de 4,5 milliards d'années, découverte en Antarctique, contient des hydrocarbures aromatiques polycycliques. Cela conduit les chercheurs à spéculer sur la présence de restes fossilisés de Mars. D'autres chercheurs remettent en cause cette interprétation, suggérant que l'échantillon aurait pu être contaminé après son arrivée sur Terre. La controverse est considérable, et affecte Zare. Zare travaille également avec la NASA sur des examens de matériaux organiques obtenus à partir de la comète 81P/Wild par le vaisseau spatial Stardust.
Zare a publié plusieurs livres, dont un manuel largement utilisé sur le thème du moment cinétique dans les systèmes quantiques qui est considéré comme un classique pour ses explications de l'algèbre du moment cinétique et les principes fondamentaux de la spectroscopie moléculaire. Il est auteur ou co-auteur de plus de 1 000 articles évalués par des pairs.